# Juan Sabines Verapaz
Juan Sabines Verapaz är en ort i Mexiko.   Den ligger i kommunen Chilón och delstaten Chiapas, i den sydöstra delen av landet, 800 km öster om huvudstaden Mexico City. Juan Sabines Verapaz ligger 1 285 meter över havet och antalet invånare är 735.
Terrängen runt Juan Sabines Verapaz är kuperad. Runt Juan Sabines Verapaz är det ganska tätbefolkat, med 54 invånare per kvadratkilometer. Närmaste större samhälle är Yajalón, 10,9 km norr om Juan Sabines Verapaz. I omgivningarna runt Juan Sabines Verapaz växer i huvudsak städsegrön lövskog.